# Миссия (партия)
Партия «Миссия» (арм. «Առաքելություն» կուսակցություն) — политическая партия, основана 2 февраля 2013 года.

## История
Её дебют состоялся в 2013 году на выборах Ереванского городского совета, где партия была на последнем месте с голосами менее 1 %.
В 2017 году партия приняла участие в выборах в составе «Альянса Царукян».
В 2018 партия вступила в коалицию «Мой шаг» , который выиграл выборы и их кандидат Айк Марутян стал мэром Еревана. «Мой шаг» принял участие в  парламентских выборах в 2018 году.
В 2021 году партия Миссия объединилась с партией Страна Живых. 
На выборах 2023 в совет старейшин партия Страна живых набрал 3% голосов.

## Выборы

### Парламентские выборы
| Выборы | Альянс  | Голосов | %     | Мест      | +/–  | Положение | Позиция               |
| ------ | ------- | ------- | ----- | --------- | ---- | --------- | --------------------- |
| 2017   | Царукян | 428,836 | 27,36 | 31 из 105 | ▬    | ▬ 2-й     | Оппозиция (2017–2018) |
| 2017   | Царукян | 428,836 | 27,36 | 31 из 105 | ▬    | ▬ 2-й     | Правительство (2018)  |
| 2017   | Царукян | 428,836 | 27,36 | 31 из 105 | ▬    | ▬ 2-й     | Оппозиция (2018)      |
| 2018   | Мой шаг | 884,456 | 70,43 | 4 из 132  | ▲ 88 | ▲ 1-й     | Правительство (2018)  |

### Местные выборы

#### Выборы в Совет старейшин Еревана
| Выборы | Альянс         | Кандидатура мэра | Голосов        | %              | Мест в городском совете | +/–            | Положение      |
| ------ | -------------- | ---------------- | -------------- | -------------- | ----------------------- | -------------- | -------------- |
| 2013   | нет            | Манук Сукиасян   | 2692           | 0,64           | 0 из 65                 | ▬              | ▬ 7-й          |
| 2017   | не участвовала | не участвовала   | не участвовала | не участвовала | не участвовала          | не участвовала | не участвовала |
| 2018   | Мой шаг        | Айк Марутян      | 294 092        | 81,06          | 47 из 65                | ▲ 47           | ▲ 1-й          |

## Интересные факты
На выборах 1995 и 1999 года участвовала партия с аналогичным названием, но не получила мест.